# Smidtia amurensis
Smidtia amurensis là một loài ruồi trong họ Tachinidae.